# Skegby
Skegby – wieś w Anglii, w hrabstwie Nottinghamshire, w dystrykcie Ashfield. Leży 24 km na północ od miasta Nottingham i 198 km na północny zachód od Londynu. W 1931 roku civil parish liczyła 6519 mieszkańców. Skegby jest wspomniana w Domesday Book (1086) jako Schegebi.